# هايفورون
هايفورون (Гайворон) هي مدينة في مقاطعة كيروفوهرادسكا في أوكرانيا. وهي تشكل المركز الإداري لهايفورون رايون.